# Armée Patriotique Rwandaise Football Club
L'Armée Patriotique Rwandaise Football Club è una società calcistica ruandese di Kigali. Milita nella massima serie del campionato ruandese di calcio.
Fondato nel 1968, ha vinto 16 titoli nazionali e 8 Coppe di Ruanda.

## Palmarès

### Competizioni nazionali
- Campionato ruandese: 23

1995, 1996, 1999, 2000, 2001, 2003, 2005, 2006, 2007, 2009, 2010, 2011, 2012, 2013-2014, 2014-2015, 2015-2016, 2017-2018, 2019-2020, 2020-2021, 2021-2022, 2022-2023, 2023-2024, 2024-25
- Coppa di Ruanda: 8

2002, 2006, 2007, 2008, 2010, 2011, 2012, 2014

### Competizioni internazionali
- Coppa Kagame Inter-Club: 3

2004, 2007, 2010

### Altri piazzamenti
- Campionato ruandese:

Terzo posto: 2012-2013, 2016-2017
- Coppa delle Coppe d'Africa:

Semifinalista: 2003
- Coppa Kagame Inter-Club:

Finalista: 1996, 2000, 2005, 2013, 2014
Semifinalista: 2012

## Rosa
| N. |                           | Ruolo | Calciatore             |
| -- | ------------------------- | ----- | ---------------------- |
| 1  | Ruanda (bandiera)         | P     | Eric Ndayishimiye      |
| 2  | Ruanda (bandiera)         | D     | Omar Hitimana          |
| 3  | RD del Congo (bandiera)   | C     | Albert Ngabo           |
| 4  | RD del Congo (bandiera)   | A     | Eugene Kabange Twite   |
| 5  | Malawi (bandiera)         | D     | Elvis Kafoteka         |
| 6  | RD del Congo (bandiera)   | A     | Dady Mutamba Tchimanga |
| 7  | Ruanda (bandiera)         | C     | Migi Mugiraneza        |
| 9  | RD del Congo (bandiera)   | A     | Lwamba Bebeto          |
| 10 | Camerun (bandiera)        | A     | Abbas Rassou           |
| 11 | Ruanda (bandiera)         | C     | Ernest Kwizera         |
| 13 | Ruanda (bandiera)         | D     | Ismael Nshutinamagara  |
| 14 | Ruanda (bandiera)         | D     | Elias Ntaganda         |
| 15 | Costa d'Avorio (bandiera) | C     | Didier Logbo           |

| N. |                         | Ruolo | Calciatore         |
| -- | ----------------------- | ----- | ------------------ |
| 16 | RD del Congo (bandiera) | D     | Mbuyu Twite        |
| 19 | Ruanda (bandiera)       | C     | Yannick Wapatalea  |
| 20 | Ruanda (bandiera)       | C     | Hegman Ngomirakiza |
| 21 | Malawi (bandiera)       | A     | Victor Nyirenda    |
| 22 | Ruanda (bandiera)       | C     | Jean-Claude Iranzi |
| 24 | RD del Congo (bandiera) | D     | Kalisa Mao         |
| 25 | Ruanda (bandiera)       | D     | Mafisango Mutesa   |
| 26 | Haiti (bandiera)        | A     | Leonel Saint-Preux |
| 27 | Ruanda (bandiera)       | A     | Emmanuel Sebanani  |
| 28 | Ruanda (bandiera)       | D     | Didier Kouin Kapet |
| 29 | Ruanda (bandiera)       | D     | Master Uwacu       |
| 30 | Ruanda (bandiera)       | P     | Jean-Claude Ndoli  |